# Paris–Nizza 1968
Paris–Nizza 1968 war ein Straßenradrennen, das vom 7. bis 15. März 1968 gefahren wurde. Das Etappenrennen wurde mit einem Prolog und acht Etappen über eine Distanz von 1.461 Kilometern ausgetragen. Es war die 26. Austragung von Paris–Nizza. Sieger wurde Rolf Wolfshohl aus Deutschland.

## Teilnehmer
Am Start waren die Radsportteams Peugeot-BP-Michelin, Pelforth-Sauvage-Lejeune, Faemino-Faema, Bic, Smith’s, Mercier-BP-Hutchinson, Willem II-Gazelle, Zimba-Automatic, Flandria-De Clerck, Frimatic-Wolber-De Gribaldy und Caballero.

## Etappen
| Etappe           | Tag      | Start–Ziel                                | km    | Etappensieger       | Gelbes Trikot    |
| ---------------- | -------- | ----------------------------------------- | ----- | ------------------- | ---------------- |
| Prolog           | 7. März  | Athis-Mons (Einzelzeitfahren)             | 0 4   | Charly Grosskost    | Charly Grosskost |
| 1. Etappe        | 8. März  | Athis-Mons–Blois                          | 185   | Leo Duyndam         | Harry Steevens   |
| 2. Etappe        | 9. März  | Blois–Nevers                              | 189   | Walter Godefroot    | Eddy Merckx      |
| 3. Etappe        | 10. März | Nevers–Marcigny                           | 175   | Valère Van Sweevelt | Eddy Merckx      |
| 4. Etappe Teil 1 | 11. März | Marcigny–Charlieu (Mannschaftszeitfahren) | 40    | Faemino-Faema       | Eddy Merckx      |
| 4. Etappe Teil 2 | 11. März | Charlieu–Saint-Étienne                    | 135   | Valère Van Sweevelt | Eddy Merckx      |
| 5. Etappe        | 12. März | Saint-Étienne–Bollène                     | 197   | Jan Janssen         | Ferdinand Bracke |
| 6. Etappe        | 13. März | Pont-Saint-Esprit–Marignane               | 212   | Walter Godefrood    | Ferdinand Bracke |
| 7. Etappe        | 14. März | Marignane–Toulon                          | 129,5 | Wilfried David      | Ferdinand Bracke |
| 8. Etappe Teil 1 | 15. März | Toulon–Antibes                            | 147   | José Samyn          | Rolf Wolfshohl   |
| 8. Etappe Teil 2 | 15. März | Antibes–Nizza (Einzelzeitfahren)          | 29,7  | Ferdinand Bracke    | Rolf Wolfshohl   |

## Rennverlauf
Bis zur 4. Etappe waren die Zeitunterschiede an der Spitze knapp. Im 2. Teil der 4. Etappe gab Spitzenreiter Eddy Merckx wegen Kniebeschwerden auf, Bracke übernahm die Führung mit einer Minute Vorsprung. Beim Aufstieg zum Mont Faron setzte sich Rolf Wolfshohl von Bracke um fast fünf Minuten ab und holte sich das Weiße Trikot des Führenden. Der Sieg von Bracke im letzten Teilstück reichte nicht mehr aus, um Wolfhohls Vorsprung noch einzuholen. Wolfshohl wurde bei den Cyclocross-Weltmeisterschaft positiv auf ein Dopingmittel getestet, konnte jedoch starten, da ihn die Nachricht über die ergangene Sperre angeblich nicht erreicht hatte. Von 88 Startern erreichten 59 Fahrer das Ziel.
Wilfried David gewann die Bergwertung, Valère Van Sweevelt die Punktewertung. Das Radsportteam BiC, dem der Sieger Rolf Wolfshohl angehörte, wurde Sieger der Mannschaftswertung.